# Campo de Azaba - ZEPA
Campo de Azaba - ZEPA este o arie protejată (arie de protecție specială avifaunistică — SPA) din Spania întinsă pe o suprafață de 36.586,19 ha, integral pe uscat.

## Localizare
Centrul sitului Campo de Azaba - ZEPA este situat la coordonatele 40°30′49″N 6°42′21″W / 40.5137°N 6.7059°V.

## Înființare
Situl Campo de Azaba - ZEPA a fost declarat arie de protecție specială avifaunistică în octombrie 2000 pentru a proteja 119 specii de animale.

## Biodiversitate
Situată în ecoregiunea mediteraneană, aria protejată nu include niciun habitat protejat.
La baza desemnării sitului se află mai multe specii protejate de  păsări (119): uliu porumbar (Accipiter gentilis), uliu păsărar (Accipiter nisus), lăcar mare (Acrocephalus arundinaceus), lăcar-de-rogoz (Acrocephalus schoenobaenus), lăcar-de-lac (Acrocephalus scirpaceus), fluierar de munte (Actitis hypoleucos), vulturul negru (Aegypius monachus), ciocârlie-de-câmp (Alauda arvensis), pescăruș albastru (Alcedo atthis), rață mare (Anas platyrhynchos), fâsă-de-câmp (Anthus campestris), fâsă de luncă (Anthus pratensis), lăstunul mare (Apus apus), Apus pallidus, stârc cenușiu (Ardea cinerea), ciuf-de-pădure (Asio otus), buha (Bubo bubo), Bubulcus ibis, pasărea ogorului (Burhinus oedicnemus), șorecarul comun (Buteo buteo), ciocârlie-cu-degete-scurte (Calandrella brachydactyla), caprimulg (Caprimulgus europaeus), Caprimulgus ruficollis, cânepar (Carduelis cannabina), sticlete (Carduelis carduelis), scatiu (Carduelis spinus),  prundaș gulerat mic (Charadrius dubius), chirighiță neagră (Chlidonias niger), florinte (Chloris chloris), barză albă (Ciconia ciconia), barză neagră (Ciconia nigra), șerpar (Circaetus gallicus), erete vânăt (Circus cyaneus), erete cenușiu (Circus pygargus), Clamator glandarius, botgros (Coccothraustes coccothraustes), porumbel de scorbură (Columba oenas), porumbel gulerat (Columba palumbus), dumbrăveancă (Coracias garrulus), prepeliță (Coturnix coturnix), cuc (Cuculus canorus), lăstun de casă (Delichon urbica), Elanus caeruleus, presură de grădină (Emberiza hortulana), măcăleandru (Erithacus rubecula), șoim de iarnă (Falco columbarius), Falco naumanni, șoimul rândunelelor (Falco subbuteo), vânturel roșu (Falco tinnunculus), muscar negru (Ficedula hypoleuca), cinteză (Fringilla coelebs), Fringilla montifringilla, Galerida theklae, becațină comună (Gallinago gallinago), găinușă de baltă (Gallinula chloropus), vulturul pleșuv sur (Gyps fulvus), acvilă pitică (Hieraaetus pennatus), piciorong (Himantopus himantopus), Hippolais polyglotta, rândunică roșcată (Hirundo daurica), rândunică (Hirundo rustica), stârc pitic (Ixobrychus minutus), capîntortură (Jynx torquilla), sfrâncioc cu cap roșu (Lanius senator), ciocârlie de pădure (Lullula arborea), privighetoare (Luscinia megarhynchos), ciocârlie de bărăgan (Melanocorypha calandra), prigoare (Merops apiaster), gaia neagră (Milvus migrans), gaia roșie (Milvus milvus), mierlă albastră (Monticola solitarius), codobatură galbenă (Motacilla alba), codobatură de munte (Motacilla cinerea), codobatura galbenă (Motacilla flava), muscar sur (Muscicapa striata), pietrar mediteranean (Oenanthe hispanica), Oenanthe leucura, pietrar sur (Oenanthe oenanthe), grangur (Oriolus oriolus), ciuf-pitic (Otus scops), vultur pescar (Pandion haliaetus), Parus caeruleus, pițigoi mare (Parus major), viespar (Pernis apivorus), codroș de munte (Phoenicurus ochruros), codroșul de pădure (Phoenicurus phoenicurus), pitulice de munte (Phylloscopus bonelli), pitulice de munte (Phylloscopus collybita), Phylloscopus ibericus, pitulice-fluierătoare (Phylloscopus trochilus), ploier auriu (Pluvialis apricaria), cresteț pestriț (Porzana porzana), Porzana pusilla, Pterocles orientalis, Ptyonoprogne rupestris, Pyrrhocorax pyrrhocorax, cristei de baltă (Rallus aquaticus), aușel sprâncenat (Regulus ignicapilla), mărăcinar negru (Saxicola torquatus), cănăraș (Serinus serinus), turturică (Streptopelia turtur), graur (Sturnus vulgaris), silvie cu cap negru (Sylvia atricapilla), silvie de zăvoi (Sylvia borin), silvie roșcată (Sylvia cantillans), silvie de câmp (Sylvia communis), Sylvia hortensis, silvie de tufiș (Sylvia undata), corcodel mic (Tachybaptus ruficollis), spârcaci (Tetrax tetrax), fluierarul de zăvoi (Tringa ochropus), sturzul viilor (Turdus iliacus), mierlă (Turdus merula), sturz-cântător (Turdus philomelos), sturz (Turdus pilaris), sturzul de vâsc (Turdus viscivorus), strigă (Tyto alba), pupăză (Upupa epops), nagâț (Vanellus vanellus).